# Madalena Sá e Costa
Madalena Sá e Costa (Oporto, 20 de noviembre de 1915 - Oporto, 18 de abril de 2022) fue una violonchelista y pedagoga portuguesa, discípula de Guilhermina Suggia.

## Biografía
Nació en la ciudad de Oporto el 20 de noviembre de 1915, en el seno de una familia de músicos. Su madre fue la pianista Leonilda Moreira de Sá, su padre el compositor Luís Costa y su abuelo materno el violinista Bernardo Moreira de Sá, primer director del Conservatorio de Música de Oporto. Era hermana de la pianista portuguesa Helena Sá e Costa.
Antes de convertirse en alumna de la violonchelista Guilhermina Suggia, recibió sus primeras lecciones de violonchelo con su padre, Augusto Suggia. A los diecinueve años debutó en Lisboa en el Teatro Nacional de San Carlos. Un año antes había formado con su hermana Helena Sá e Costa, un dúo que perduró durante 50 años y que actuó por primera vez en el Palácio de Cristal de Oporto.
En 1935, a iniciativa del pianista alemán Edwin Fischer, asistió junto a su hermana a cursos de música en Potsdam, actuando junto con el propio Fischer en Alemania, Francia y Bélgica. También con su hermana y con el violinista Henri Mouton formó el Trío Portugália, que más tarde, con la entrada del violista François Broos, se convirtió en cuarteto.
En 1940 completó el Conservatorio Nacional de Música de Lisboa, donde tomó clases con Isaura Pavia de Magalhães. Continuó sus estudios en el extranjero, estudiando con Pablo Casals en Suiza, con Paul Grümmer en Alemania y con Gaspar Cassadó en Francia.
Fue una instrumentista líder, habiendo tocado en varias orquestas, entre las que se encontraban la Orquestra Sinfónica da Emissora Nacional, la Orquestra Sinfónica do Porto y la Camerata Musical do Porto de la cual fue fundadora. Gunther Arglebe, Fritz Riegger, Frederico de Freitas, Pedro Blanch, Jacques Pernood, Ferreira Lobo, Ivo Cruz, Pedro de Freitas Branco y Silva Pereira fueron algunos de los directores con los que trabajó.
También fue profesora en Braga en el Conservatorio de Música Calouste Gulbenkian y en el Conservatorio de Música de Oporto.
Murió a la edad de 106 años, el 18 de abril de 2022 en Oporto y fue enterrada junto a su hermana, en el Cementerio de Agramonte.

## Reconocimientos
A lo largo de su carrera fue galardonada por varias entidades, entre ellas el Orpheon Portuense en 1939, la Radio y Televisión de Portugal en 1943, la Fundación Harriet Cohen en 1958 y la Secretaría Nacional de Información (SNI) en 1966.
El Conservatorio de Música Calouste Gulbenkian de Braga dio su nombre a uno de sus auditorios. En 2015, el Ayuntamiento de Oporto, con el apoyo del Conservatorio de Música de Oporto, crearon con su nombre el Premio Madalena Sá e Costa que reconoce al inicio de cada año escolar a los artistas más destacados de la música clásica.
Con motivo de su fallecimiento en 2022, el presidente de Portugal, Marcelo Rebelo de Sousa, expresó sus condolencias a la familia a través del sitio web oficial de la Presidencia de la República Portuguesa, donde destacó su labor como pedagoga e intérprete.

## Obra
En 2008, publicó su biografía titulada Memórias e Recordações, editada por GaiLivro.